# Sisyra curvata
Sisyra curvata is een insect uit de familie sponsvliegen (Sisyridae), die tot de orde netvleugeligen (Neuroptera) behoort. De soort komt voor in China.